# 气弹簧

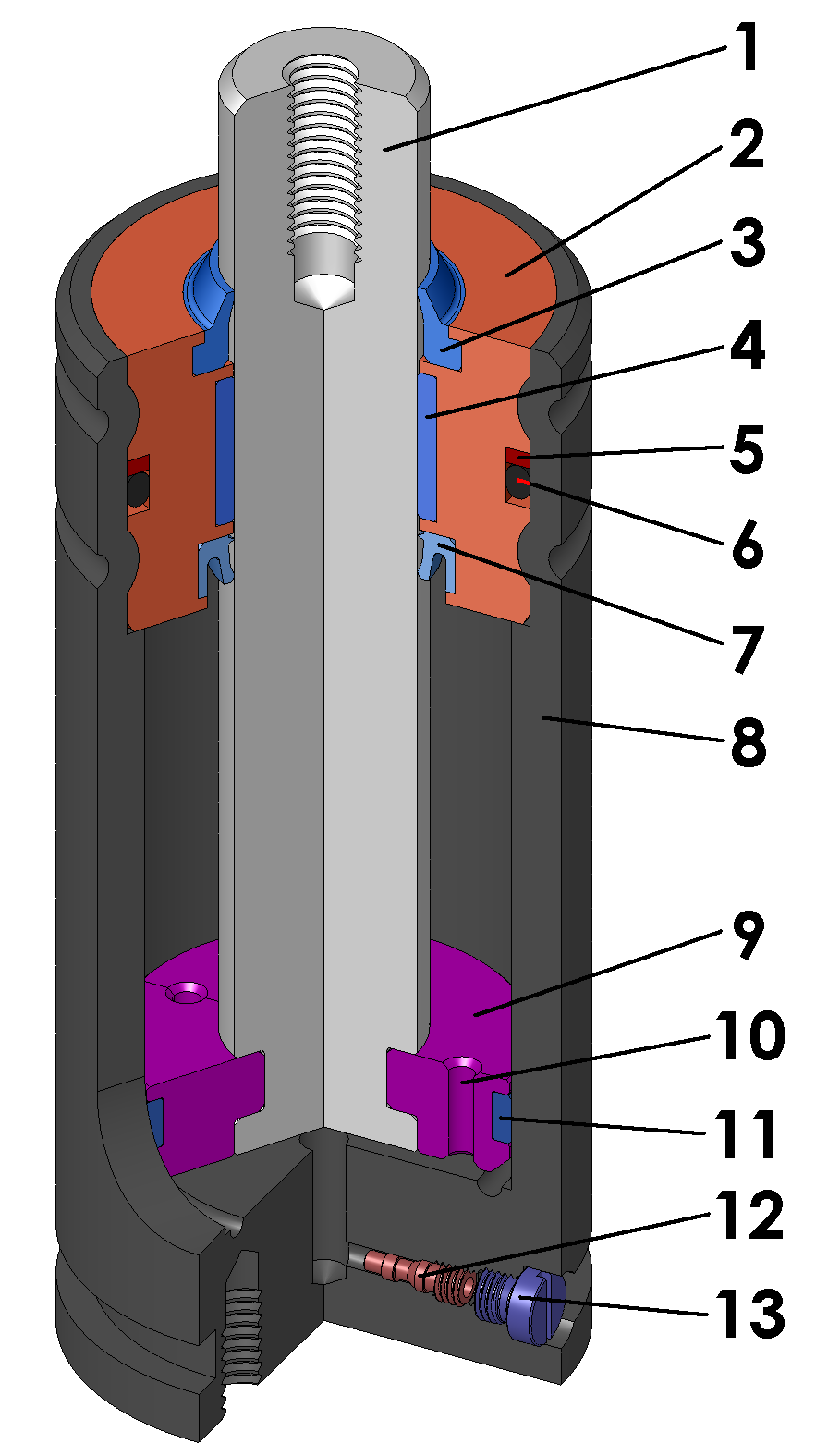
气弹簧的截面图：
1、活塞杆
2、活塞帽
3、活塞杆括垢器
4、活塞杆导向套
5、挡圈
6、O形环
7、活塞杆密封圈
8、气缸
9、活塞
10、节流孔
11、活塞导向套
12、阀门
13、阀门密封螺钉

气弹簧（gas spring），也称气活塞（gas piston）、气压棒（gas ram）或气撑杆（gas strut），是一种利用气动力原理储蓄机械能的复杂压缩弹簧，结构上是一个密封活塞。根据气缸内气体的静止压强的不同，气弹簧可以用来应对不同强度的外力。与利用形变储蓄弹性势能的机械弹簧不同，气弹簧在受到纵向压力时，活塞会被推进气缸内，从而压缩内部的气体，以增加缸内压强的形式储蓄势能。当外力解除时，气弹簧的缸内气体压强会驱使活塞复位，在伸展过程中将储蓄的压力势能以推力的形式释放掉。
气弹簧在日常生活中常被用在车辆的尾门和转椅的底座上，同时在其他家具、医疗设备和航天机械上也有广泛用途。工业制造机械上使用的气弹簧可以产生2,500—400,000牛頓（0.25—40.79公噸力）的推力。